# Feldman Zsolt
Feldman Zsolt (Szabadszállás, 1979. október 10. –) magyar politológus, jogász, 2018 és 2025 között mezőgazdaságért felelős államtitkár.

## Élete
Feldman Zsolt 1979-ben született Szabadszálláson, szülei szőlő- és gyümölcstermesztéssel foglalkoztak. 2004-ben az Eötvös Loránd Tudományegyetem Bölcsészettudományi Kar Történet Intézetben történelem tanári diplomát szerzett, majd 2005-ben politikaelmélet szakon politológusként diplomázott, illetve 2005-ben végzett jogászként is. 2005 és 2006 között a Földművelésügyi és Vidékfejlesztési Minisztérium jogi főosztályának ösztöndíjasa volt, majd 2006-tól 2008-ig a stratégiai főosztály jogi koordinátora, 2008 és 2010 között pedig a mezőgazdasági főosztály főosztályvezető-helyettese volt.
A második és harmadik Orbán-kormány alatt, 2010-től 2018-ig a Földművelésügyi Minisztérium agrárgazdaságért felelős helyettes államtitkára volt. 2018 júniusa óta, a negyedik Orbán-kormány megalakulásától kezdve az Agrárminisztérium mezőgazdaságért felelős államtitkára.
2025. március 31-i hatállyal felmentették hivatalából.
Angolul felsőfokon beszél. Nős, két gyermek édesapja.